# Agaricus subrufescens
Sunčeva pečurka, lat. Agaricus subrufescens je jestiva i ljekovita gljiva iz porodice Agaricaceae ili lističarki. U SAD-u je ova gljiva i uzgajana još u 19. stoljeću. Klobuk je prvo poluloptast, pa zatim konveksan, promjera do 18 cm. Meso je bijelo, mirisa na bademe. Kao i kod ostalih pečuraka listići s donje strane klobuka su prvo bijeli, pa ružičasti i na kraju smeđe crni.Stručak je kod starijih gljiva šupalj, s prstenkom. Gljiva raste u SAD-u, Kanadi, Engleskoj, Nizozemskoj, na Tajvanu i u Brazilu.